# Luis Mosca
Luis Alberto Mosca Sobrero (Montevideo, 2 de diciembre de 1952), economista y político uruguayo, perteneciente al Partido Colorado.

## Biografía
Participó en el movimiento político que impulsó la caída de la dictadura militar, militando en filas de la Corriente Batllista Independiente de Manuel Flores Silva. En 1985 fue nombrado por el nuevo presidente Julio María Sanguinetti como subsecretario del Ministro de Economía y Finanzas Ricardo Zerbino, cargo en el que permaneció hasta 1989, cuando fue sucedido por Humberto Capote. 
En la segunda presidencia de Sanguinetti fue nombrado ministro de esta cartera. Durante su gestión se caracterizó por las Rendiciones de Cuentas con artículo único, que no incrementaban el gasto público.
Actualmente es vicepresidente del Consejo Uruguayo para las Relaciones Internacionales, director de Fides Consultores, asesor de empresas privadas en el área económico-financiera, consultor de organismos internacionales y docente en cursos de postgrado de la Universidad de la República.
En abril de 2008, junto a otros dirigentes del Partido Colorado creó la “Red Batllista”, una agrupación política conformada por gente proveniente de distintos sectores del Batllismo, como el exdiputado Daniel Lamas, el director del servicio de Oncología Pediátrica del Hospital Pereira Rossell, Luis Alberto Castillo, el economista y extécnico de la Oficina de Planeamiento y Presupuesto Tabaré Vera, el exintendente municipal de Montevideo Julio Iglesias y el exministro de Salud Pública Raúl Bustos.  
En julio de 2008 puso en marcha la Asociación Civil “Síntesis”, que se propone reflexionar entre personalidades de distintas vertientes del pensamiento en procura de posibles entendimientos en los grandes temas nacionales.
Casado con Gabriela Bernasconi, tiene una hija, María Pía.